# Luis Campodónico
Luis Ricardo Campodónico (Montevideo, 14 de mayo de 1931 - París, 17 de diciembre de 1973) fue un compositor y pianista uruguayo. Asimismo se desarrolló como escritor, explorando la narrativa y los ensayos musicológicos.

## Biografía

### Primeros años
A impulso de su madre comenzó sus primeros pasos en la música. Sus primeros estudios de piano los realizó con Josefina Milones, a quien dedicaría posteriormente su opus 1, la "Sonata de la adolescencia (1950-1952)" con las siguientes palabras: "A Josefina Milones, que me enseñó a poner las manos en el piano y a ser sólo yo mismo". El autor interpretó esta sonata para amigos en muchas oportunidades y fue estrenada en la Sala Verdi por Meri Franco-Lao.
A los ocho años pasa a estudiar con Santiago Baranda Reyes mientras que en 1945 se presenta por primera vez en público como pianista. En 1949 comienza con Enrique Casal Chapí -quien tuvo a su cargo la formación de muchos jóvenes compositores de la época- sus estudios de armonía, contrapunto y formas musicales, continuándolos luego, por un corto tiempo con Carlos Estrada. Simultáneamente lleva a cabo una intensa actividad compositiva y pianística.

### Pianista y compositor
Es así que en 1951 aparece su primera obra, que tituló "Poema N° 1" para canto, violín y piano con texto de Yaco Pieniasek y también la "Improvisación N° 1". Al año siguiente continúa con su primera incursión como compositor para conjunto coral creando el "Primer Salmo (N° 63)" el cual dedicó a Casal Chapí, que permaneció sin estrenar. En 1953 compone el "Poema N° 2" para canto, flauta, violín y piano, con texto de Ida Vitale.
Ese mismo año, a encargo del maestro Carlos Estrada, como ejercicio de formas, y para estudio del problema vocal, hace otro intento compositivo para conjunto coral con "Tu es Petrus", el cual corrió igual suerte que el Primer Salmo, quedando sin estrenar. Nilda Muller a quien fue llevada la pieza para que la dirigiese, sugirió la modificación de gran parte de la obra, ya que la misma no era de su agrado.
Seguidamente -salteando el Poema N.º 3, que parece no haber sido compuesto nunca- compone el "Poema Nº 4" sobre el texto "Padre Vallejo" de "Ida Vitale" con voz recitante no cantada, violín y piano. Continúa en 1954 con el "Poema Nº 5" para canto, flauta, violín y piano, según versos del poeta italiano Giuseppe Ungaretti, quien había visitado Montevideo y a quien Campodónico admiró y conoció personalmente. Ese año también incursiona fugazmente en el "canto patriótico" con su "Suite al modo clásico" cuya zarabanda había compuesto con anterioridad y dedicada a Héctor Tosar. Compone al año siguiente un nuevo ciclo para piano, titulado "Cinco cuadros musicales", para posteriormente completar su última obra terminada en Montevideo, llamada "Tres poemas sin nombre y con amor". La misma es estrenada por Campodónico junto a la soprano Ana Raquel Satre, en un concierto de despedida, previo a la partida de ambos a Francia. La versión orquestada sería dirigida al año siguiente por Juan Protasi en París.

### Emigración a Francia
Campodónico se radica en esa ciudad a la edad de 24 años. En primera instancia lo hizo como estudiante "patronado". En 1956, logra el apoyo de una beca de las Juventudes Musicales del Uruguay y al año siguiente, obtiene una beca francesa. Cursa estudios con Jacques Chailley y entabla amistad con el pianista y compositor Maurice Ohana. Por esa época comienza un ensayo musicológico sobre Manuel de Falla, cuya versión abreviada y en francés fue publicada en 1959 en la importante colección "Solfèges" de Éditions du Seuil.

### Vida familiar
Fue hermano del escritor Miguel Ángel Campodónico.

## Obra

### Composiciones
- Poema Nº 1 (sobre texto de Yaco Pieniasek. 1951)
- Improvisación N° 1 (1951)
- Primer Salmo (N° 63) (1952)
- Poema Nº 2 (sobre texto de Ida Vitale. 1953)
- Tu es Petrus (1953)
- Poema Nº 4 (sobre texto de Ida Vitale. 1953)
- Poema Nº 5 (sobre texto de Giuseppe Ungaretti. 1954)
- Suite al modo clásico (1954)
- Cinco cuadros musicales (1955)
- Tres poemas sin nombre y con amor (1956)
- Cinco líneas para Curzio Lao (1957)
- Danza de los siete pecados capitales (compuesta entre 1954 y 1957, quedó inconclusa)
- Cinco líneas para mi hermana Clara (1957)
- Triángulo (1958)
- Trois monodies (1958)
- Misterio del hombre solo (1961)

### Obra literaria
- Falla (ensayo musicológico sobre Manuel de Falla. Éditions du Seuil. 1959)
- Definiciones primeras de las relaciones creador-arte-folklore (ensayo. Santiago de Chile, Separata de la Revista de Filosofía de la Universidad de Chile, Vol. VIII, N.º 1, 1961)
- Notas sobre música contemporánea (ensayo. Santiago de Chile, Separata de la Revista de Filosofía de la Universidad de Chile, vol. X, N.º 1, 1963)
- La estatua (relato. Arca, Montevideo. 1964)
- Afirmaciones y preguntas (relato. Santiago de Chile, Separata de los Anales de la Universidad de Chile, N.º 136, oct.-dic., 1965)
- 33 contes (París, Mercure de France, 1969. Edición uruguaya por Arca. Incluye postfacio de Ana María Rodríguez Villamil. 1995)
- Coupe-Pouces (París, Les Lettres Nouvelle, separata. Noviembre 1971)
- Carla/Clara (Clara, où est Carla) (teatro. París, Ed. Pierre Jean Oswald. 1973)

### Discografía
- Poemas 1, 4, 5 / Misterio del hombre solo (Ayuí / Tacuabé T/M 14 CD. 1999)